# 奧克·瓦倫奎斯特
| 1980 Tezcatlipoca | 1950年6月19日 |

奧克·安德斯·艾德華·瓦倫奎斯特（瑞典語：Åke Anders Edvard Wallenquist，1904年1月16日—1994年4月8日）是一名瑞典天文學家。1928年至1935年間，他在印尼的博斯查天文台工作，1948年成為克維斯塔伯格天文台的助理教授。他最初研究雙星，但疏散星團及其特性才是他的主要研究領域。瓦倫奎斯特是瑞典皇家科學院和烏普薩拉皇家科學學會非常活躍的會士。1950年代起，他是瑞典專業天文學家中最主要的通俗天文學作家。他的書啟發了一代又一代的年輕人對天文學產生興趣。
小行星2114以他的名字命名。

## 外部連結
- Åke Wallenquist (1904-1994)